# Georg Eppen
Georg Gustav Ferdinand Eppen (* 13. März 1874 in Winsen (Luhe); † 4. April 1974 ebenda) war ein deutscher Unternehmer in der Papierfabrikation.
Er leitete in Winsen als Direktor die 1858 gegründete Papierfabrik J. H. Eppen. Darüber hinaus war er um 1930 Mitglied der Industrie- und Handelskammer Lüneburg und stellvertretendes Mitglied des Landeseisenbahnrats Hamburg der Deutschen Reichsbahn.

## Ehrungen
- 1954: Verdienstkreuz (Steckkreuz) der Bundesrepublik Deutschland